# Gare de Poelcapelle
La gare de Poelcapelle (en néerlandais : station Poelkapelle) est une ancienne halte ferroviaire de la ligne 63, de Thourout à Ypres située à proximité de Poelcapelle, ancienne commune faisant partie de celle de Langemark-Poelkapelle, dans la province de Flandre-Occidentale en Région flamande.

## Situation ferroviaire
Établie à 13 m d'altitude, la gare de Poelcapelle était située au point kilométrique (PK) 19.7 de la ligne 63, de Thourout à Ypres entre les gares de Westrozebeke et de Langemark.

## Histoire
La station de Poelcapelle est mise en service le 15 août 1873 lorsque la Compagnie du chemin de fer d'Ostende à Armentières membre de la Société générale d'exploitation de chemins de fer inaugure la ligne de Thourout à Ypres.
Le bâtiment de la gare est détruit lors des combats de la Première Guerre mondiale et remplacé dans les années 1920 par le bâtiment actuel. La gare est rebaptisée Poelkapelle en 1938.
La SNCB, qui a remplacé les Chemins de fer de l'État belge en 1926, met fin aux trains de voyageurs de la ligne 63 le 22 mai 1955. La section de Kortemark à Ypres reste utilisée pour les marchandises jusqu'en 1990. La cour à marchandises de la gare de Poelcapelle est supprimée en 1983 et le trafic de betteraves sucrières est reporté sur la gare de Langemark jusqu'en 1990, année où la ligne connaît son dernier trafic régulier.
La ligne est déclassée en 2003 et le chemin « Vrijbosroute » permet aux piétons et cyclistes de parcourir l'assiette de la ligne.

## Patrimoine ferroviaire

### Premier bâtiment
Détruit par faits de guerre, le bâtiment des recettes construit en 1873 par la Compagnie des chemins de fer des bassins houillers se composait d'un corps central flanqué de deux ailes symétriques à étage. Le premier étage est assez bas et les façades dépouillées sont seulement agrémentées d'un bandeau horizontal et de larmiers au-dessus des fenêtres, motifs qui se retrouvent sur les ruines de la gare de Westrozebeke, également détruite par faits de guerre. Il se pourrait que les ailes latérales de la gare de Poelcapelle aient été surhaussées d'un étage.

### Nouveaux bâtiments
Le bâtiment actuel a été construit au début des années 1920. Il appartient à une version des bâtiments type « Reconstruction » des Chemins de fer des Chemins de fer de l'État belge dont trois exemples ont été érigés sur la ligne 63 à Poelcapelle, Langemark et Boezinge ; se reporter à une description plus en détail du bâtiment de la gare de Langemark.
Revendu à des particuliers, le bâtiment de la gare accueille l'entreprise d'air conditionné Ameel Koeltechniek. Il figure depuis 2009 au patrimoine architectural de Flandre. Les fenêtres supérieures du bâtiment ont été comblées après la réaffectation du bâtiment.
À petite distance de la gare se trouve une maison à étages en « T », qui servait soit d'appartement de fonction pour le chef de gare, soit pour le garde-barrière. Semblable à celle à proximité des gares de Langemark et Boezinge, elle a été reconvertie en ferme.
Une vaste halle à marchandises, contemporaine de la gare reconstruite, se trouve de l'autre côté du passage à niveau. Dotée de six ouvertures côté cour. Tombant en ruine, elle a été reconstruite en profondeur dans les années 2010 pour accueillir un commerce d'électroménager.